# Marienfenster (Ablis)

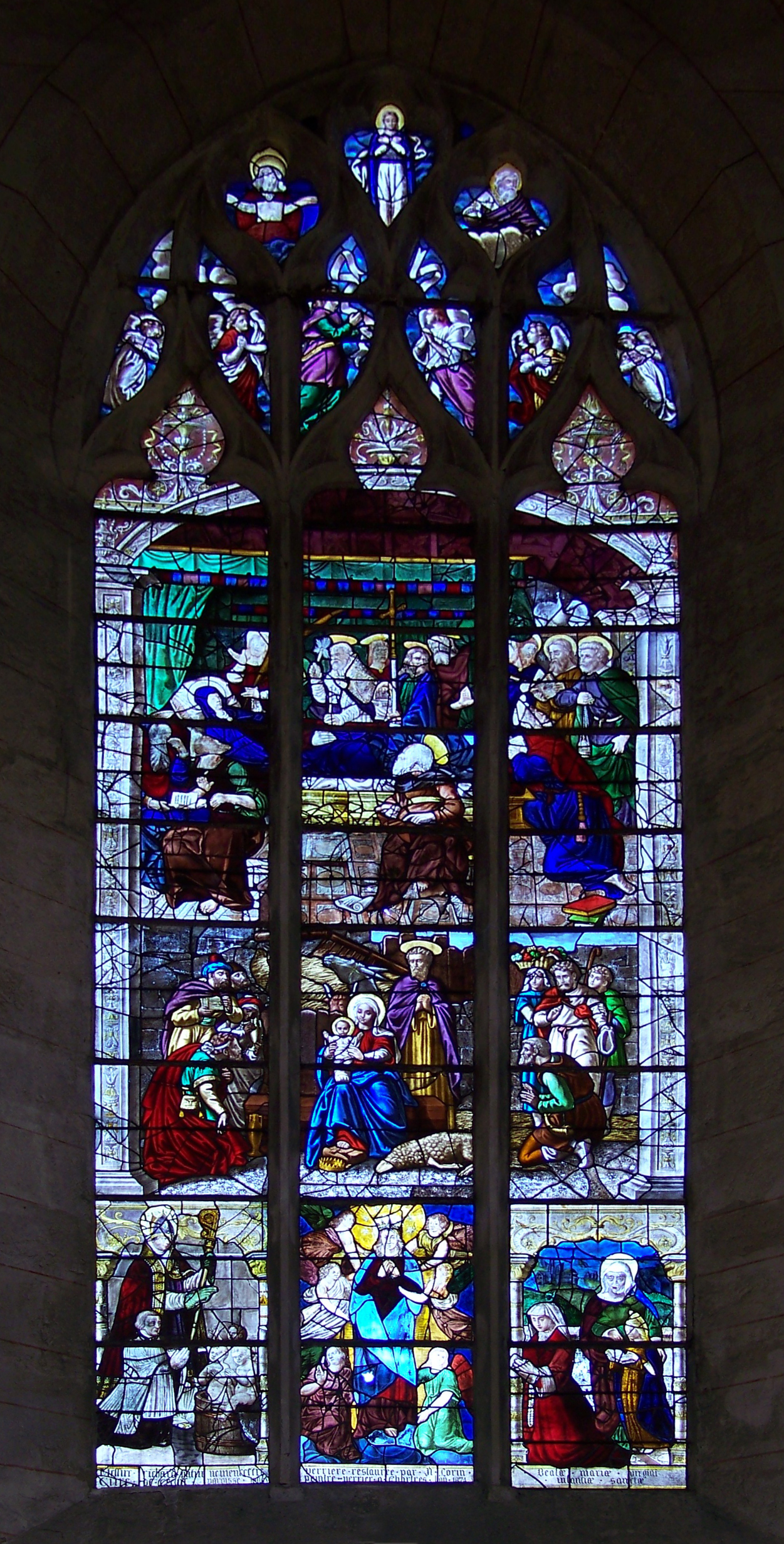
Marienfenster in der Kirche St-Pierre-St-Paul von Ablis

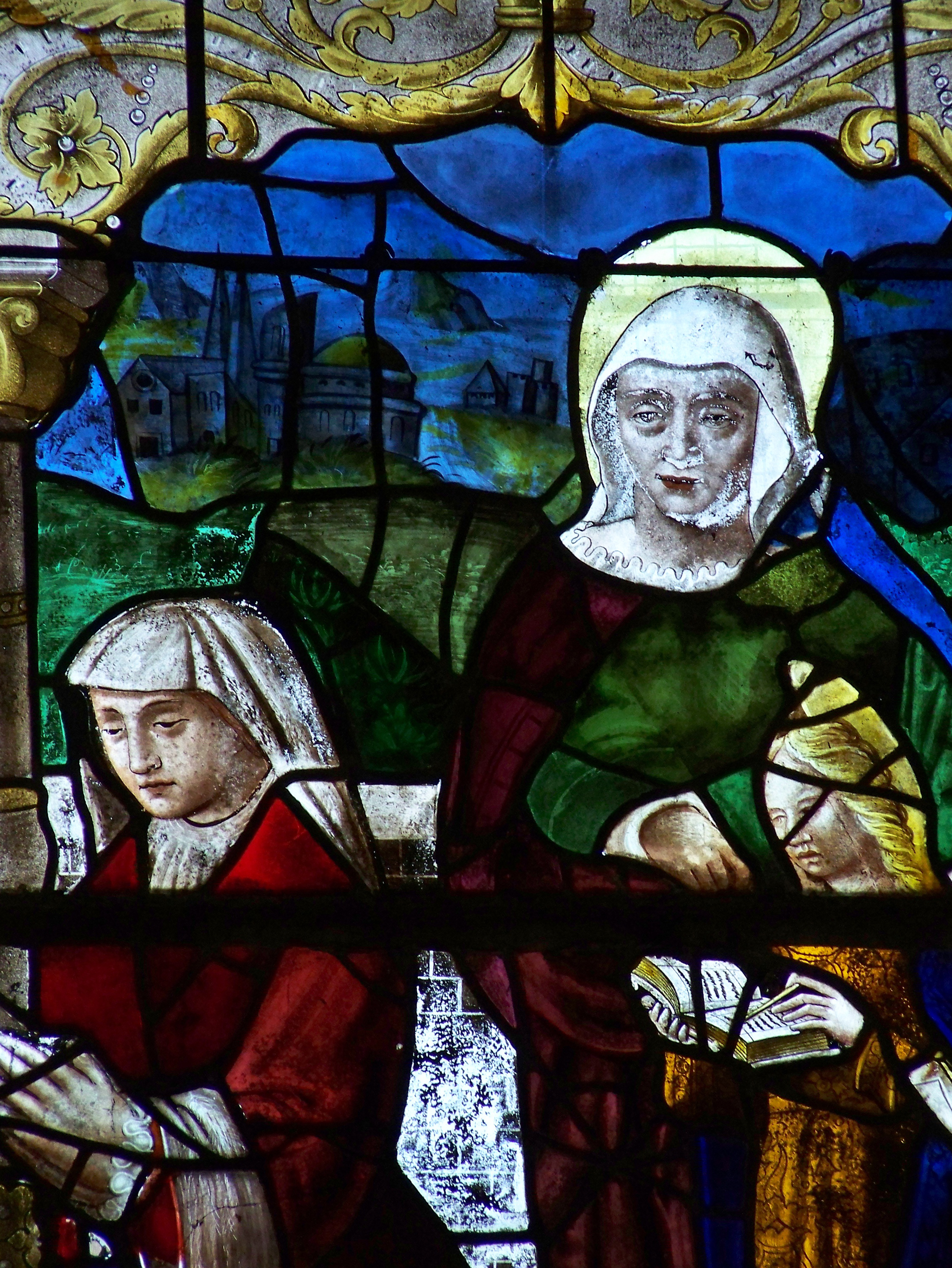
Detail: Stifterin mit der heiligen Anna, die Maria das Lesen lehrt

Das Marienfenster in der katholischen Pfarrkirche St-Pierre-St-Paul in Ablis, einer französischen Gemeinde im Département Yvelines in der Region Île-de-France, wurde Mitte des 16. Jahrhunderts geschaffen. Im Jahr 1914 wurde das Bleiglasfenster im nördlichen Seitenschiff als Monument historique in die Liste der geschützten Objekte (Base Palissy) in Frankreich aufgenommen.

## Beschreibung
Das Fenster Nr. 3 im Stil der Renaissance, mit einer Höhe von 5,60 Meter und einer Breite von 2,60 Meter, wurde von einer unbekannten Werkstatt geschaffen. Es zeigt die Anbetung der Könige, die Anbetung der Hirten, den Tod (oben) und die Himmelfahrt (Mitte unten) Mariens.
Unten links ist kniend der Stifter mit seinem Namenspatron, dem heiligen Martin (rechts von ihm die Totenerweckung der drei Scholaren), dargestellt. Rechts unten ist kniend die Stifterin mit ihrer Namenspatronin, der heiligen Anna, die Maria das Lesen lehrt, zu sehen.
Die Inschriften links und rechts unten lauten: „MESSIRE RICHARD PATIN CURE DE CETTE PAROISSE“ und „BEATAE MARIAE VIRGINI INFANTIAE SANCTAE“.

Die Inschrift ganz unten in der Mitte wurde bei der Restaurierung im Jahr 1874 vom Glasmaler Nicolas Lorin (1815–1882) aus Chartres hinzugefügt: 

„VERRIERE RESTAUREE PAR N. LORIN PEINTRE VERRIER A CHARTRES L’AN 1874“